# Gymnophora alces
Gymnophora alces är en tvåvingeart som beskrevs av Brown 1987. Gymnophora alces ingår i släktet Gymnophora och familjen puckelflugor. Inga underarter finns listade i Catalogue of Life.